# Marino Colpo
Marino Stefani Colpo (Brasília, 27 de dezembro de 1983) é administrador de empresas e produtor rural brasileiro. Cofundador e CEO da Boa Safra (SOJA3), empresa líder no ramo de sementes de soja no Brasil, é um dos mais jovens CEOs da B3 e integra a lista de bilionários da Forbes Brasil desde 2021.

## Biografia

### Origem
Marino Stefani Colpo é filho de Neri Carlos Colpo e Sonia Stefani Colpo. Seus avós maternos eram produtores rurais no Rio Grande do Sul. Em 1978, a família vendeu suas terras no estado e adquiriu novas propriedades em Goiás e Minas Gerais, mudando para a cidade de Formosa (GO). Na mesma época, Neri Colpo, pai de Marino, também se mudou à cidade após uma proposta de emprego para trabalhar na venda de adubo para produtores rurais do entorno de Brasília. Após o casamento, Neri Colpo passa a auxiliar a família de Sonia Stefani na atividade herdada hoje por Marino e sua irmã, Camila Stefani Colpo. A família é uma das mais importantes produtoras rurais da região.

### Infância e juventude
Nascido em Brasília, em 1983, Marino Colpo passou a infância e a juventude na cidade de Formosa (GO). Aos 12 anos, começou a trabalhar no escritório de revenda de fertilizantes do pai depois das aulas. Atuava no atendimento aos clientes na venda de produtos ensacados para alimentação animal. Na      época, foi incentivado pelo pai a ler o jornal de economia Gazeta Mercantil, e a dominar o conteúdo do noticiário econômico e financeiro do país. A experiência aproximou Marino do mercado financeiro, nutrindo desde cedo o desejo de atuar na Bolsa. Em 2007, a onda de IPOs no Brasil inspirou o executivo a “apostar” com o pai que, um dia, também chegaria à Bolsa de Valores. 

### Formação
O desejo por abrir capital direcionou sua carreira no meio empresarial e educacional. Sua primeira faculdade foi Economia, em 2000, na Universidade Católica de Brasília (UCB), escolhida pelo desejo de entender mais sobre o mercado financeiro. Após cursar 1,5 ano, abandonou por não encontrar a formação pretendida no curso. Em meados de 2002, iniciou o curso de Administração de Empresas no Centro Universitário de Brasília (UniCEUB) ao mesmo tempo em que abriu seu primeiro negócio, a corretora de grãos de soja CMW. As duas atividades o levaram a morar em Brasília. Após o fim da faculdade, em 2006, foi selecionado para o programa de trainee da FCStone, de Chicago (EUA), hoje chamada StoneX. Nos EUA, além de trabalhar na Bolsa de Valores de Chicago, estudou sobre mercado financeiro e commodities, graduando-se em Master of Business Administration e MBA Finanças, ambos pela Northwestern University.

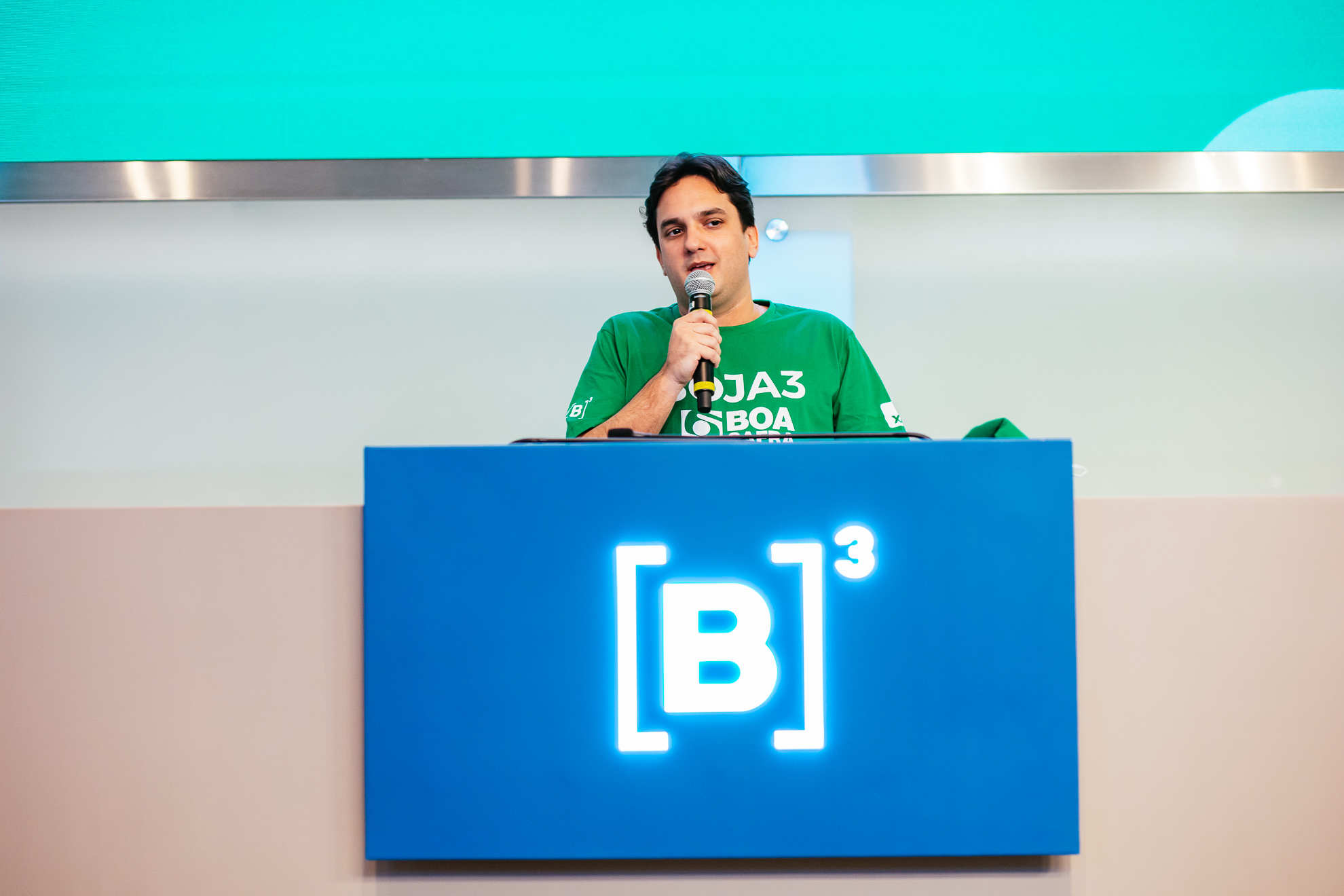
Marino Colpo no IPO da Boa Safra, em 2021 (foto: Boa Safra)

## Carreira

### Negócios
Nos anos 2000, Marino Colpo iniciou a atividade de produtor rural, influenciado pelo avô materno. Desde então, não deixou de exercer essa função em paralelo com outros negócios. Em 2002, fundou, ao lado de outros dois sócios, sua primeira empresa: a corretora de grãos CMW, especializada em assessoria de comercialização de soja, que encerrou as atividades em 2006.
No mesmo ano, mudou-se para os EUA para ser trainee na financeira FCStone Group, em Chicago. Pela companhia, trabalhou com commodities na Bolsa de Valores de Chicago. Nesse período, também atuou como correspondente freelancer para o Canal Rural e fundou, no Brasil, a Cereais Sul, empresa de industrialização de arroz e feijão. Em 2008, após recusar ofertas de trabalho nos EUA e Inglaterra, retornou ao Brasil determinado a triunfar no mercado nacional.
Entre os anos de 2008 e 2009, dedicou-se à criação de outras duas companhias: a Super Alimentos, especializada no fornecimento de alimentos a outras empresas, que foi vendida em 2018; e a Boa Safra Sementes, dedicada ao tratamento e venda de sementes de soja.
Entre 2009 e 2012, também atuou na política, como Secretário de Indústria e Comércio da Prefeitura de Municipal de Formosa.

### Boa Safra
Fundada por Marino e Camila Colpo em 2009, a Boa Safra revolucionou o mercado de sementes de soja no Brasil, apostando em biotecnologia e armazenamento climatizado para o cultivar. O sucesso da empresa é relacionado à experiência dos dois fundadores em distintas áreas: Camila, por meio de um estágio na Syngenta, na França, onde entrou em contato com a vanguarda no tratamento e armazenamentos das sementes de soja, trazendo essa expertise para o Brasil. Marino Colpo, por sua vez, dedicou-se a usar a experiência adquirida nos EUA e em negócios anteriores para estruturar a Boa Safra e avançar no mercado, preparando a empresa para a abertura de capital na Bolsa de Valores.
Em 2012, o agronegócio no Brasil foi revolucionado pela chegada das biotecnologias no campo. Com foco nos avanços tecnológicos, a Boa Safra unificou as novidades da área com o armazenamento em câmaras frias, que proporcionavam melhor qualidade das sementes e garantiam os altos índices de vigor e germinação. Por conta disso, inaugura uma nova era na oferta de sementes premium, o que levou a companhia à liderança do mercado de sementes de soja no Brasil, com um market share de 7,4% em 2022.
Como preparação para a entrada na B3, em 2016, a Boa Safra passa a ser auditada pela KPMG. A partir de 2017, Marino Colpo inicia o processo do IPO conversando com diferentes bancos brasileiros. Em 2018, perde o pai, Neri Colpo, sua grande inspiração. Em 2019, inicia o contato com a XP Investimentos, que viria, em abril de 2021, a estruturar a oferta pública de ações (IPO) da empresa , que movimentou R$ 460 milhões na estreia e atraiu mais de 17 mil investidores na pessoa física – menos de 6 meses depois, esse número saltou para 40 mil.

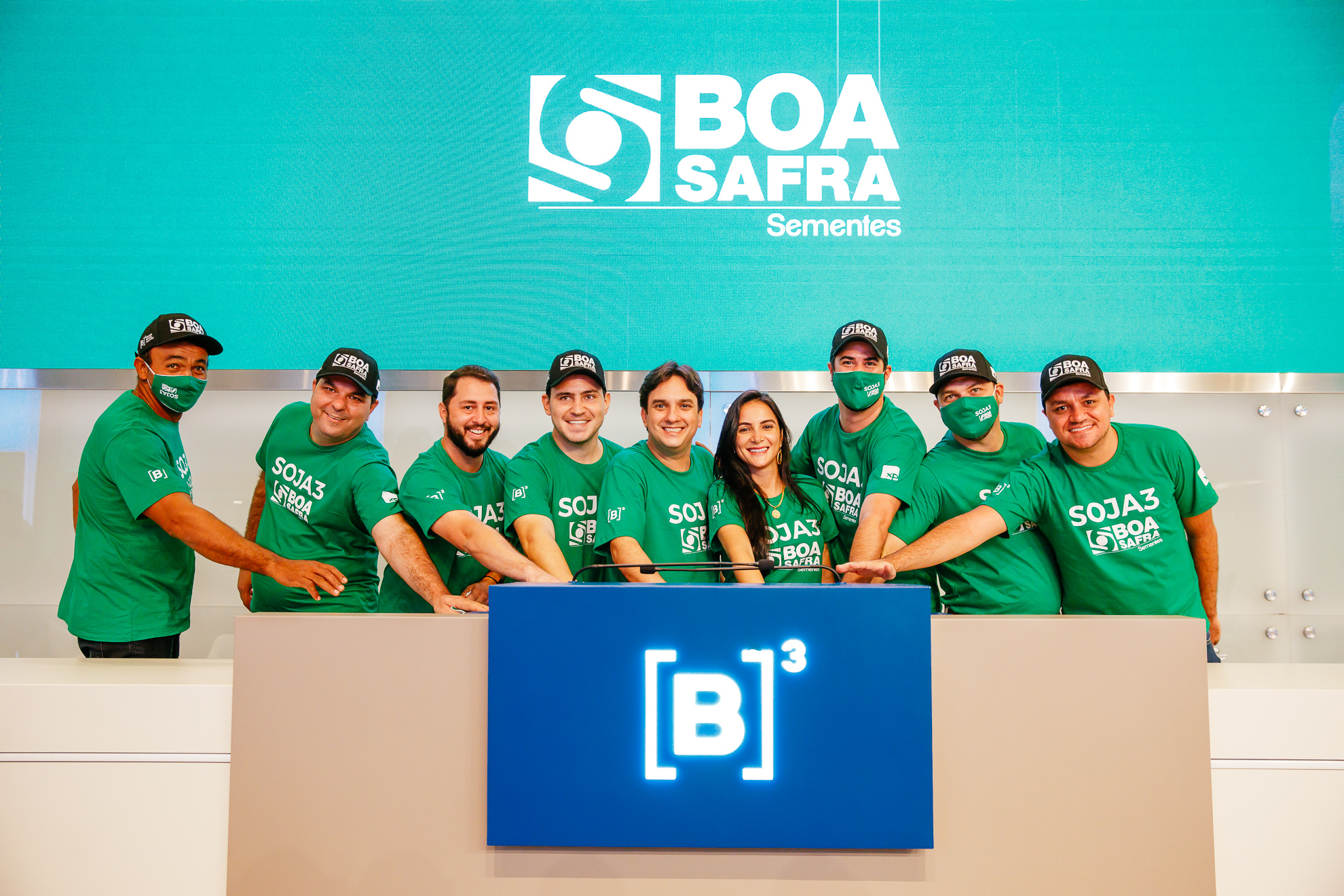
IPO da Boa Safra na B3, em 2021 (foto: Boa Safra)

Desde então, a companhia aplica os recursos do IPO em seu projeto de expansão, construindo novas Unidades de Beneficiamento de Sementes e Centros de Distribuição mais próximos do produtor - seus clientes estão localizados em mais de 70% dos estados brasileiros produtores de soja, com operação nas regiões Centro-Oeste, Sudeste, Norte e Nordeste. Desde a fundação, a empresa manteve um crescimento anual acima de 40%. Com a alavancagem do negócio, a empresa lançou, em 2022, duas novas empreitadas: realizou seu primeiro M&A, adquirindo a participação majoritária de 2/3 da Bestway Seeds do Brasil, companhia de prestação de serviço de tolling de milho; e, no mesmo ano, lançou, em parceria com a Suno Asset, o Fiagro SNAG11 um dos maiores sucessos na B3.

### Reconhecimento e atividades recentes
Desde 2021, Marino Colpo integra a lista de bilionários da Forbes Brasil, com patrimônio estimado em R$ 1 bilhão. Também figura na lista dos CEOs mais jovens da B3 e, em 2022, foi escolhido como uma das 500 pessoas mais influentes da América Latina pela Bloomberg Línea. Hoje, além de comandar a Boa Safra, é palestrante e conselheiro da Cereais Sul e do Grupo Avante, que concentra as propriedades rurais da família.